# Benny Morris
Benny Morris (hebrejsky: בני מוריס, narozen 3. prosince 1948, Ejn ha-Choreš, Izrael) je izraelský historik a profesor historie na Ben Gurionově univerzitě v Negevu v izraelské Beerševě.

## Biografie
Narodil se v kibucu Ein ha-Choreš, jako syn židovského imigranta ze Spojeného království. Jeho otec, Ja'akov Morris, byl diplomat, básník a spisovatel (mezi jeho knihy patří tituly: Pionýři ze západu: Dějiny kolonizace Izraele osadníky z anglicky mluvících zemí (1953) a Pánové pouště: 6000 let v Negevu (1961); druhá zmíněná má úvod psaný Davidem Ben Gurionem).
Doktorát získal na Cambridgeské univerzitě. Později pracoval jako korespondent deníku The Jerusalem Post, pro který psal o první libanonské válce. V tomto období odmítl nastoupit povinnou vojenskou službu na palestinských územích, za což byl v roce 1988 uvězněn. Od roku 1996 učí na Ben Gurionově univerzitě v Negevu. V roce 2005 byl hostující procesor na University of Maryland.
Bývá někdy řazen mezi stoupence postsionismu.
Žije v mošavu Li-On.